# 1898 en littérature
| Années de la littérature : 1895 - 1896 - 1897 - 1898 - 1899 - 1900 - 1901    |
| Décennies de la littérature : 1860 - 1870 - 1880 - 1890 - 1900 - 1910 - 1920 |

Cet article présente les faits marquants de l'année 1898 en littérature.

## Évènements
- Génération de 98, mouvement littéraire en Espagne.

## Parutions

### Essais
- Maurice Barrès, Stanislas de Guaita, un rénovateur de l'occultisme — Souvenirs, Chamuel, 44 p.
- Otto von Bismarck, Souvenirs et pensées (Gedanken und Erinnerungen).
- Henry Harrisse, L.-L. Boilly, peintre, dessinateur et lithographe : sa vie et son œuvre (1761-1845)
- Arsène Dumont, Natalité et Démocratie, 1 vol. in-8°, 230 p., éd. Schleicher. Paris
- Alphonse Legendre, Le Saint-Sépulcre depuis l'origine jusqu'à nos jours et les croisés du Maine, éd. Leguicheux
- Vladimir Soloviev, La Justification du bien.
- Giacomo Leopardi, Zibaldone, première édition posthume de son Journal plus de 690 ans après sa mort.

### Poésie
- 12 août : Le poète symboliste belge Georges Rodenbach (1855-1898) publie, dans Le Figaro, un article sur Arthur Rimbaud. Voir le texte de l'article
- L'Art des putains, poésie clandestine érotique de Nicolás Fernández de Moratín
- Publication du long poème La Ballade de la geôle de Reading (en anglais The Ballad of Reading Gaol) d'Oscar Wilde, écrit lors de l'exil de son auteur en France, à Berneval-le-Grand, après avoir été libéré de la prison anglaise de Reading en mai 1897.

### Romans
- Gabriele D'Annunzio (italien) : La Joconde.
- René Boylesve : Le Parfum des îles Borromées.
- Maurice Maindron : Saint-Cendre.
- Italo Svevo (italien) : Senilità
- André Lichtenberger : Mon petit Trott.
- Paul-Jean Toulet : Monsieur du Paur, homme public.
- Jules Verne : Le Superbe Orénoque.
- H. G. Wells (anglais) : La Guerre des mondes.
- Henry James : Le Tour d'écrou roman court fantastique.

### Théâtre
- Romain Rolland, Les Loups
- André Gide, Philoctète ou le Traité des trois morales

## Principales naissances
- 18 janvier : Albert Kivikas, écrivain estonien († 19 mai 1978).

- 10 février : Bertolt Brecht, dramaturge, metteur en scène, critique dramatique et poète allemand († 14 août 1956).

- 3 avril : Michel de Ghelderode, dramaturge, chroniqueur et épistolier belge († 1er avril 1962).
- 26 avril : Vicente Aleixandre, poète espagnol, Prix Nobel de littérature († 13 décembre 1984).

- 24 mai : José Maria Ferreira de Castro, écrivain portugais († 29 juin 1974).

- 22 octobre : Dámaso Alonso, philologue, écrivain et poète espagnol, lauréat du Prix Cervantes († 25 janvier 1990).
- 29 novembre : C. S. Lewis, écrivain, philosophe et théologien britannique

## Principaux décès
- 14 janvier : Lewis Carroll, écrivain, photographe et mathématicien anglais, 65 ans (° 27 janvier 1832).
- 20 mai : Jon Olof Åberg, écrivain suédois, 54 ans (° 2 juillet 1843).
- 15 juin : Karel Hlaváček, poète tchèque, 23 ans (° 24 août 1874).
- 1er août : László Arany, poète hongrois, 54 ans (° 24 mars 1844).
- 9 septembre : Stéphane Mallarmé, poète français, 56 ans (° 18 mars 1842).
- 20 septembre : Theodor Fontane, écrivain allemand (° 30 décembre 1819).
- 30 octobre : Iakov Petrovitch Polonski, poète russe (° 18 décembre 1819).
- 29 novembre : Ángel Ganivet, essayiste, romancier et diplomate espagnol, 32 ans (° 13 décembre 1865).
- 25 décembre : Georges Rodenbach, écrivain et poète belge, 43 ans (° 16 juillet 1855).